# Victor Gollancz Ltd
Victor Gollancz Ltd (/ˈvɪktər ɡəˈlæns, -ˈlænts/) a fost o editură britanică majoră din secolul al XX-lea. Ea a fost fondată în 1927 de către Victor Gollancz și s-a specializat în publicarea de literatură de înaltă literatură, non-ficțiune și ficțiune populară, inclusiv cărți polițiste, științifico-fantastice și de aventuri. După moartea lui Gollancz în 1967, compania a trecut în proprietatea fiicei lui, Livia, care a vândut-o către Houghton Mifflin în 1989. Trei ani mai târziu, în octombrie 1992, Houghton Mifflin a vândut Gollancz către editura Cassell & Co. Cassell și Orion Publishing Group au fost achiziționate de către Hachette în 1996, iar în decembrie 1998 grupul Orion/Cassell a transformat Gollancz într-o marcă editorială de science-fiction/fantezie.

## Originea ca editură politică
Editura Gollancz a fost implicată în politica de stânga și a susținut mișcarea socialistă. Acest lucru este reflectat în unele dintre cărțile pe care le-a publicat. Victor Gollancz i-a comandat lui George Orwell să scrie despre clasa muncitoare urbană din nordul Angliei; rezultatul a fost The Road to Wigan Pier. Ruptura editorului cu Orwell a survenit atunci când el a refuzat să publice cartea lui Orwell despre Războiul Civil Spaniol, Homage to Catalonia, iar cei doi s-au îndepărtat din motive politice. El a publicat cartea The Red Army Moves a lui Geoffrey Cox despre Războiul de Iarnă, care a criticat atacarea Finlandei de către Uniunea Sovietică, dar a prevăzut, de asemenea, că Armata Roșie îi va învinge pe germani. De asemenea, el a publicat lucrări ale exilaților germani precum Hilde Meisel.
Gollancz a fost editorul original al mai multor autori celebri și a cărților lor, inclusiv:
- George Orwell cu Down and Out in Paris and London în 1933
- Alfred Ayer cu Language, Truth and Logic în 1936
- A. J. Cronin cu The Citadel în 1937
- Daphne du Maurier cu Rebecca în 1938
- Robert A. Heinlein, Orphans of the Sky, 1951
- Kingsley Amis cu Lucky Jim în 1953
- Colin Wilson cu The Outsider în 1956
- E. P. Thompson cu The Making of the English Working Class în 1963
- Anthony Price cu The Labyrinth Makers în 1971.

## Trecerea la science-fiction și fantasy
În 1998 Gollancz a fost transformată în marca science-fiction și fantasy Gollancz Science-Fiction după ce a fost achiziționată de către Orion Publishing Group. Gollancz a procedat apoi la administrarea colecției SF Masterworks, gestionată anterior de editura Millenium. Gollancz a publicat cărți premiate și nominalizate la premii ale unor autori precum:

## Site-ul SF Gateway
În 2011, Gollancz a lansat site-ul SF Gateway, o bibliotecă online, care oferă cărți științifico-fantastice republicate sub forma e-book. Gollancz își propune să aibă 5.000 sau mai multe cărți disponibile în 2014, iar site-ul va fi reunit cu Encyclopedia of Science Fiction.

## Premii
În ceea ce privește numărul de lucrări publicate, care au fost nominalizate pentru premii importante, Gollancz deține un loc de frunte printre editurile de science fiction, fantasy și ficțiune horror.

## Vezi și
- Listă de edituri de literatură științifico-fantastică
- Fantasy Masterworks